# Ramona Mănescu
Ramona Nicole Mănescu (Costanza, 6 dicembre 1972) è una politica e avvocato rumena, membro del Partito Nazionale Liberale ed europarlamentare dal 2007 al 2013 e dal 2014 al 2019, dove ha aderito al gruppo del Partito Popolare Europeo. All'interno di questo gruppo, è membro della Commissione per gli affari esteri (AFET), vicepresidente della Delegazione per le relazioni con i paesi del Mashrek (DMAS) e membro supplente della Commissione per i trasporti e il turismo (TRAN), della Sottocommissione per i diritti umani (DROI) e della Delegazione per le relazioni con la penisola arabica (DARP). È stata ministro dei trasporti nel secondo governo Ponta dal 2013. Si è dimessa il 26 febbraio 2014, in seguito al ritiro del PNL dal governo.

## Biografia
Ramona Mănescu è laureata in giurisprudenza presso la Facoltà di Giurisprudenza dell'Università di Bucarest. Dopo la laurea, l'eurodeputata liberale ha seguito diversi corsi di istruzione superiore presso: l'Istituto diplomatico rumeno del Ministero degli affari esteri nel 2006, l'Accademia nazionale d'intelligence, il Collegio superiore di sicurezza nazionale (memoria sull'industria della difesa rumena) nel 2006, l'Università nazionale di difesa e il Collegio di difesa nazionale (memoria sulla Romania e la politica europea di sicurezza e di difesa) nel 2005. Inoltre, Ramona Mănescu ha conseguito un master in relazioni internazionali e integrazione europea presso la Scuola nazionale di studi politici e amministrativi nel 2006.
Dal giugno 2010 Ramona Mănescu è presidente del Consiglio di coordinamento della Scuola rumeno-finlandese di Bucarest. Nel corso del tempo ha pubblicato articoli e recensioni su quotidiani e riviste nazionali: il Giornale rumeno della pubblica amministrazione locale, Tribuna economica, Magazine Euroconsultance, Tribuna dell'insegnamento, Quadrante politico e Il Mondo. Inoltre, gli articoli di Ramona Mănescu sono apparsi in diverse pubblicazioni europee come EP Today, The Parliament Magazine, The Regional Review. È coautrice dei seguenti album fotografici: "Bucarest - palazzi e monumenti" e "Bucarest - il ritratto di una città".

## Carriera politica
Membro del Partito Nazionale Liberale (PNL) dal 1990 al luglio 2017, Ramona Mănescu è stata Presidente dell'Organizzazione del Settore 6 della Gioventù Nazionale Liberale per il periodo 1996-1997; è poi diventata membro del dipartimento di relazioni estere del Partito Nazionale Liberale (1996-2004). Dal 2001 al 2002 è stata successivamente eletta vicepresidente della Gioventù Nazionale Liberale (NL). Inoltre, Ramona Manescu è stata la relatrice della commissione per gli affari esteri della delegazione dei rappresentanti nazionali del Partito Nazionale Liberale.
Dal 2002 al 2005 ha fatto parte del comitato esecutivo del settore PNL 6 e per due anni (2002-2004) ha lavorato come esperto presso il Parlamento rumeno, in qualità di consulente del vicepresidente della Commissione Difesa, affari interni e sicurezza nazionale della Camera dei deputati.
Nel 2003, è diventata vicepresidente della Federazione internazionale dei giovani liberali (IFLRY), ruolo che ha ricoperto fino al 2005. Si è poi avvicinata, sempre di più, su progetti volti a sostenere i giovani, così che nel 2005 è diventata vicepresidente, con il grado di Sottosegretario di Stato, presso l'Autorità nazionale della gioventù (2005-2007). Ramona Mănescu è stata anche consulente per il programma "Media Awareness - Media Awareness and its Role", coordinando allo stesso tempo il progetto "Empowerment of Women in Politics", Polonia (2004). Ha tenuto conferenze per diverse conferenze: "Gestione dei conflitti - Formazione dei giovani", "Sviluppo del partenariato regionale", "Globalizzazione, 90 anni di diplomazia rumena" (2003) e coordinatore del progetto "Diritti dell'Uomo e diritto internazionale" Strasburgo, Francia (2003)

### Attività al Parlamento europeo
Ramona Mănescu è impegnata a promuovere le vere priorità della Romania nel Parlamento europeo attraverso un'attività di "lobbismo" sostenuta e volta a proteggere i diritti dei cittadini rumeni e a sostenere i loro interessi. Inoltre, l'eurodeputato liberale sostiene il miglioramento dell'immagine della Romania a livello europeo attraverso un'attività efficace nel Parlamento europeo. In quanto membro del Parlamento europeo, è in grado di rivolgere domande alla Commissione europea chiedendo spiegazioni e informazioni sull'applicazione del diritto dell'UE negli Stati membri dell'UE o su come la Commissione ritiene di risolvere un problema particolare.
Il comitato per lo sviluppo regionale, sotto il quale Ramona Mănescu è coordinatore del gruppo ALDE, è responsabile per le questioni relative alla politica regionale e di coesione, in particolare: il Fondo europeo di sviluppo regionale, il Fondo di coesione e gli altri Strumenti di politica regionale dell'Unione, valutazione degli effetti di altre politiche dell'Unione sulla coesione economica e sociale, coordinamento degli strumenti strutturali dell'Unione, regioni ultraperiferiche e isole e cooperazione transfrontaliera e le relazioni interregionali con il Comitato delle regioni, le organizzazioni di cooperazione interregionale e le autorità locali e regionali.
Membro della commissione per la cultura e l'istruzione, Ramona Mănescu ha esperienza in materie relative agli aspetti culturali dell'Unione europea, tra cui: il miglioramento della conoscenza e diffusione della cultura, la difesa e la promozione della diversità culturale e linguistica, la conservazione e la salvaguardia del patrimonio culturale, gli scambi culturali e la creazione artistica; nonché su questioni relative alla politica dell'istruzione dell'Unione europea, compreso il settore dell'istruzione superiore in Europa e la promozione del sistema delle scuole europee e dell'apprendimento permanente; la politica audiovisiva e gli aspetti culturali ed educativi della società dell'informazione; politica della gioventù e sviluppo di una politica sportiva e ricreativa; politica dell'informazione e dei media; cooperazione con i paesi terzi nei settori della cultura e dell'istruzione e relazioni con le organizzazioni e le istituzioni internazionali pertinenti.
Come coordinatrice dei programmi per i giovani, Ramona Mănescu ha contribuito all'organizzazione di eventi come:
- La Settimana europea della gioventù, dal 5 all'11 dicembre 2005, evento a livello locale, regionale, nazionale e centralizzato a Bruxelles;
- Facilitare il dialogo strutturato tra tutti gli attori coinvolti nelle attività giovanili: ONG giovanili, giovani con minori opportunità, autorità locali e nazionali e creazione di una banca dati per raggiungere questo obiettivo;
- La fiera delle ONG giovanili;
- La partecipazione, a nome dell'Autorità nazionale della gioventù, al comitato di redazione dell'agenda UE-RO, uno strumento di informazione educativa per adolescenti, in collaborazione con la Fondazione Generation Europe e il Ministero dell'integrazione europea;
- Collaborazione con l'Associazione "Pro Democratia" e la Camera dei Deputati per l'organizzazione dell'evento "The Youth Parliament", per offrire ai giovani l'opportunità di coglierne l'importanza, il ruolo e le funzioni. Il Parlamento si inserisce nel quadro di altre istituzioni democratiche e familiarizza con le dottrine dei partiti politici parlamentari offrendo loro una visione più concreta di ciò che in realtà significa attività parlamentare;
- Organizzazione dell'incontro multiculturale del progetto "ACT! - Autorità. Cooperazione. Gemellaggio! Finanziato dalla Commissione europea e dalla National Youth Authority, finalizzato a promuovere la cittadinanza attiva dei giovani e lo sviluppo di rapporti di amicizia e solidarietà tra i giovani.

Ramona Mănescu ha ripetutamente chiesto l'introduzione di nuovi temi nell'agenda della Commissione europea attraverso dichiarazioni scritte o relazioni in commissioni parlamentari specializzate. Attraverso la sua attività nel Parlamento, Ramona Mănescu garantisce che la legislazione adottata a livello europeo rispetti i valori e i principi dell'Unione europea.

### Ritorno al Parlamento europeo
È stata rieletta membro del Parlamento europeo nel 2014; come tutti i membri del suo partito, ha aderito prima al'ALDE e poi al PPE. Diventa membro della Commissione trasporti e turismo.

### Deviazione attraverso la politica nazionale
Nell'agosto 2013, ha lasciato la carica di eurodeputato, per unirsi al governo del socialdemocratico Victor Ponta, come ministro dei trasporti e in sostituzione di Relu Fenechiu. Nel febbraio 2012, in seguito alla partenza del suo partito dalla coalizione di governo, l'Unione Social-Liberale, si è dimessa da ministro, solo pochi mesi dopo la sua nomina.

## Vita privata
Ramona Mănescu è sposata con Rares Mănescu, sindaco del Settore 6, e insieme hanno due figli, Vlad e Dragoş.